# Gheorghe Costaforu
Gheorghe Costaforu (n. 26 octombrie 1820, București – d. 28 noiembrie 1876, București) a fost un politician, profesor și jurist român.
Doctor în Drept la Sorbona, cu experiență universitară în Saxonia și Austria, este autorul unui studiu asupra sistemelor europene de educație contemporană, studiu prezentat Caimacamului Țării Românești, Alexandru D. Ghica. Pe baza acestui studiu se începe organizarea pe baze moderne a învățământului superior românesc. Tot el militează pe lângă Caimacam pentru începerea lucrărilor la clădirea Palatului Universității, din 1857. Este numit primul rector al Universității din București în 1864, prin decret al Domnitorului Alexandru Ioan Cuza.
Între 1871 și 1873 a îndeplinit funcția de ministru de externe, iar din 1873 a servit ca agent diplomatic al României la Viena.
Ca orientare politică a fost membru al Partidului Liberal, aripa moderată.
Prin anii'70 a participat alături de Gheorghe Em. Lahovari la un duel cu spade în urma căruia a fost ușor rănit .
Este considerat împreună cu Vasile Boerescu unul dintre pionierii Dreptului Penal în România.